# Ferencbánya
Ferencbánya (románul Ticu-Colonie ) falu Romániában Kolozs megyében.

## Nevének említése
1910-ben Ferenczbánya, 1966-ban Ticu Colonie néven említik.

## Lakossága
Etnikai és felekezeti adatait nehéz nyomon követni, mert 1956-ban vált külön Forgácskúttól az ekkor 988 fős település. 1966-ban 797 fő lakta, ebből 531 fő román és 265 fő magyar, valamint egy német. 1992-re 236 fős lakosságából, 130 fő román és 52 fő magyar (1 fő német, 50 fő cigány).
1992-ben 151 ortodox, 3 görögkatolikus, 9 római katolikus, 47 református, 1 evangélikus, 14 baptista és 10 pünkösdista hívő lakja a falut.

## Története
A falu a trianoni békeszerződésig Kolozs vármegye Hídalmási járásához tartozott.
1935-ben Almástamási 1735-ben épült ortodox fatemploma átkerült a faluba.
1956-ban különvált Forgácskúttól.

## Nevezetességek
- Szent Borbála ortodox fatemplom[2]
- Református templomát és imaházát Kós Károly tervezte 1956-ban.